# Актубецький сільський округ (Жанааркинський район)
Актубе́цький сільський округ (каз. Ақтүбек ауылдық округі, рос. Актубекский сельский округ) — адміністративна одиниця у складі Жанааркинського району Улитауської області Казахстану. Адміністративний центр — село Актубек.
Населення — 1512 осіб (2021; 1990 у 2009, 1770 у 1999, 2322 у 1989).
Станом на 1989 рік існувала Актубецька сільська рада (села Актубек, Байгул, Уркендеу, селища Атасу, Байгул, Манадир, 129 км, 153 км, 163 км). Пізніше село Байгул та селище Байгул були включені до складу Аппазького сільського округу. 2007 року були ліквідовані село Сарису, селища Роз'їзд 128, Роз'їзд 152, Роз'їзд 163.

## Склад
До складу округу входять такі населені пункти:
| Населений пункт               | Населення, осіб (1989) | Населення, осіб (1999) | Населення, осіб (2009) | Населення, осіб (2021) |
| ----------------------------- | ---------------------- | ---------------------- | ---------------------- | ---------------------- |
| Актубек, село                 | 874                    | 744                    | 781                    | 840                    |
| Атасу, село                   | 375                    | 372                    | 450                    | 246                    |
| Минадир, станційне селище     | 277                    | 329                    | 695                    | 386                    |
| Роз'їзд 128, станційне селище | 16                     | 23                     | -                      | -                      |
| Роз'їзд 152, станційне селище | 35                     | 31                     | -                      | -                      |
| Роз'їзд 163, станційне селище | 31                     | 29                     | -                      | -                      |
| Сарису, село                  | -                      | 53                     | -                      | -                      |
| Уркендеу, село                | 381                    | 189                    | 64                     | 40                     |